# Liang Lei
Liang Lei (chiń. 梁磊; ur. 3 kwietnia 1982) – chiński zapaśnik w stylu wolnym. Olimpijczyk z Pekinu 2008, gdzie zajął dziesiąte miejsce w kategorii 120 kg.
Trzykrotny uczestnik mistrzostw świata, piąty w 2005. Brązowy medalista na igrzyskach azjatyckich w 2010; dziesiąty w 2006. Zdobył cztery medale na mistrzostwach Azji; srebrne w 2006 i 2012; brązowe w 2005 i 2008 roku.